# サン・ファニーコ橋

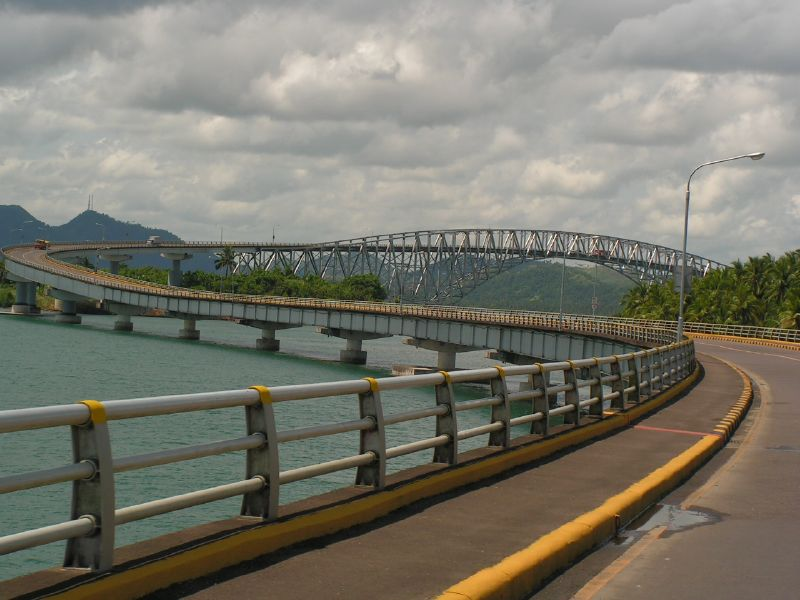
S字カーブを描くサン・ファニーコ橋

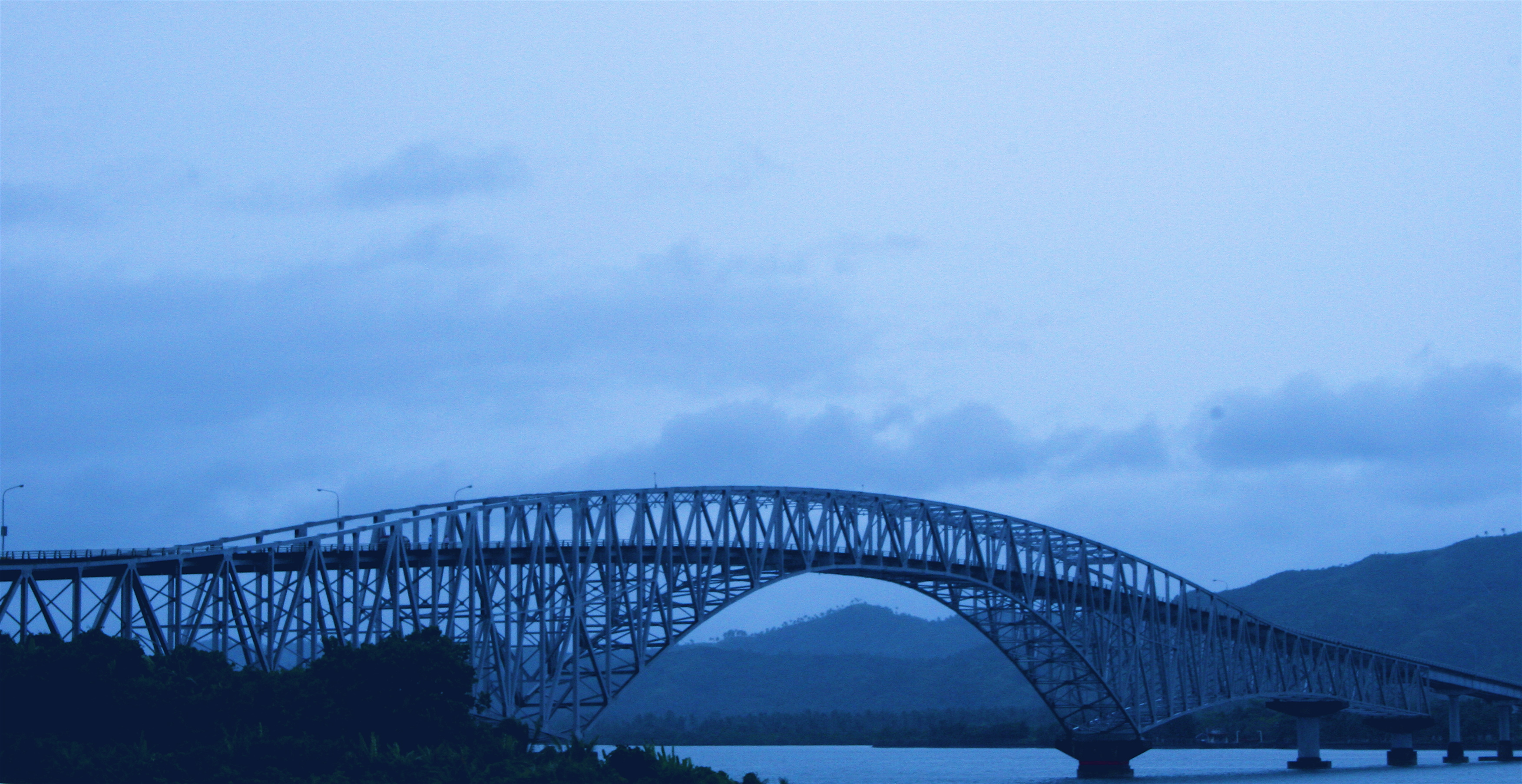
サン・ファニーコ橋

サン・ファニーコ橋（サン・ファニーコきょう、英語: San Juanico Bridge）は全長2,600mにおよぶフィリピンで一番長い橋。フィリピン中部ヴィサヤ諸島にある二つの大きな島、サマール島とレイテ島とを分けるサン・ファニーコ海峡に掛かっている。マルコス政権下の1969年より日本の援助（戦時補償）で建設され、1973年に完成した。
橋は鋼鉄構造で、その形はまっすぐではなく、緩やかなS字型を描いて海峡を越えている。橋のスパンの数は43で、中央部はトラス橋になって海峡をまたいでいる。最高点で海から41mの高さがある。レイテ側は島の中心都市タクロバン市で、サマール側はサンタ・リタ町である。サン・ファニーコ橋からの眺めはすばらしく、多くの渦潮のできるサン・ファニーコ海峡、海峡に浮かぶ無数の小島、それらをカーブしながら越えてゆく橋の形を見ることができる。タクロバン市中心部からはジプニー、バス、モーターキャブ（日本製の軽トラックの荷台を座席に改造した乗物）、自家用車などで橋まで10分ほどである。
現在フィリピンではマニラ湾に長大橋を建設する計画があり、もし完成すればサン・ファニーコ橋はフィリピン第2の長さとなる。